# Prats de Lluçanès
Prats de Lluçanès är en kommun i Spanien.   Den ligger i provinsen Província de Barcelona och regionen Katalonien, i den östra delen av landet, 500 km öster om huvudstaden Madrid. Antalet invånare är 2 659. Arean är 13,8 kvadratkilometer. Prats de Lluçanès gränsar till Lluçà, Sant Martí d'Albars, Olost, Oristà och Santa Maria de Merlès. 
Terrängen i Prats de Lluçanès är platt åt sydost, men åt nordväst är den kuperad.